# Miteler Rebe
Dovber Schneuri (13 de noviembre de 1773 - 16 de noviembre de 1827) fue un rabino ortodoxo y el segundo Rebe (líder espiritual) del movimiento jasídico Jabad-Lubavitch. Schneuri fue el primer Rebe en asentarse en Liubávichi, la ciudad que dio su nombre a la conocida dinastía jasídica de Jabad. Schneuri también es conocido como el Miteler Rebe (“el Rebe Intermedio “en yidis).

## Biografía
Schneuri nació en Liozna, Bielorrusia, el 9 de Kislev de 1773. Su padre, el rabino Schneur Zalman de Liadí, el primer rebe de Jabad, lo llamó como a su maestro Dov Ber de Mezeritch, el Maguid de Mezeritch. Schneuri adoptó el apellido "Schneerson." 
En 1788 se casó con Sheine, la hija de un rabino. En 1812 su padre murió y Schneuri se convirtió en rebe. 
Schneuri estableció una yeshivá en Lyubavichi. Su yerno, quién más tarde fue su sucesor, el rabino Menajem Mendel Schneersohn, era el jefe de la yeshivá.
En 1815, con el apoyo del gobierno ruso, creó las colonias agrícolas judías, en la región de Jersón, en Ucrania.[cita requerida]
Schneuri murió el 9 de Kislev (el día de su cumpleaños) a la edad de 54 años.